# Sus-Saint-Léger
Sus-Saint-Léger ist eine französische Gemeinde mit 362 Einwohnern (Stand 1. Januar 2022) im Arrondissement Arras des Départements Pas-de-Calais. Sie liegt im Kanton Avesnes-le-Comte und ist Mitglied des Kommunalverbandes Campagnes de l’Artois.
| Beaudricourt | Berlencourt-le-Cauroy | Grand-Rullecourt      |
| Ivergny      | Kompass               |                       |
| Lucheux      |                       | Warluzel, Humbercourt |

## Sehenswürdigkeiten

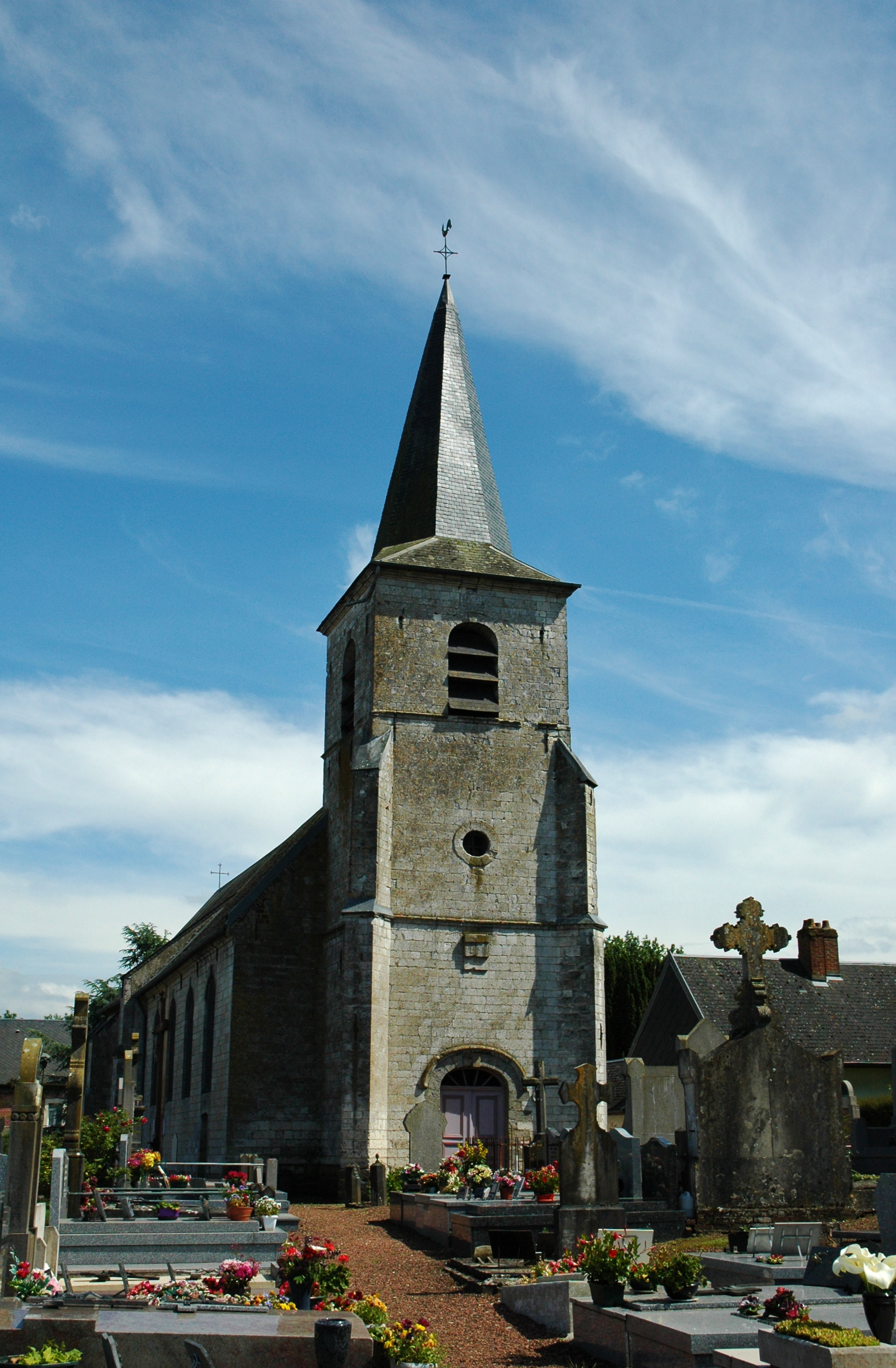
Kirche Saint-Léger